# Milan-Modène
Milan-Modène (en italien : Milano-Modena) est une ancienne course cycliste disputée dans le nord de l'Italie, entre Milan et Modène. Créée en 1906, elle a changé de formule à plusieurs reprises. Il s'agissait ainsi d'un contre-la-montre en 1928 et en 1931, cette dernière édition effectuant une sélection pour le championnat du monde amateurs. En 1935, la course est disputée derrière des entraîneurs à partir de Parme. L'année suivante, elle est constituée de sept épreuves sur route et sur piste et donne lieu à un classement par points. Les deux dernières éditions, en 1954 et 1955 dont disputées derrière des entraîneurs et remportées par Fiorenzo Magni. Deux courses amateurs ont eu lieu en 1963 et 1969, gagnées par Silvano Consolati et Umberto Mantovani.

## Palmarès
| Année | Vainqueur           | Deuxième            | Troisième             |  |
| ----- | ------------------- | ------------------- | --------------------- |  |
| 1906  | Anteo Carapezzi     | Cesare Zanzotteria  | Giovanni Cuniolo      |  |
| 1908  | Giovanni Cuniolo    | Omer Beaugendre     | Carlo Mairani         |  |
| 1909  | Cesare Zanzottera   | Georges Lorgeou     | Mario Bruschera       |  |
| 1910  | Luigi Ganna         | Giovanni Micheletto | Emilio Petiva         |  |
| 1911  | Galeazzo Bolzoni    | Carlo Durando       | Eugène Dhers          |  |
| 1912  | Carlo Durando       | Angelo Gremo        | Charles Deruyter      |  |
| 1913  | Ezio Corlaita       | Emilio Petiva       | Carlo Durando         |  |
| 1917  | Oscar Egg           | Costante Girardengo | Alfredo Sivocci       |  |
| 1918  | Gaetano Belloni     | Lauro Bordin        | Alexis Michiels       |  |
| 1919  | Costante Girardengo | Ugo Agostoni        | Heiri Suter           |  |
| 1920  | Costante Girardengo | Giuseppe Azzini     | Lauro Bordin          |  |
| 1921  | Gaetano Belloni     | Costante Girardengo | Ugo Agostoni          |  |
| 1922  | Giovanni Bassi      | Ugo Agostoni        | Alessandro Tonani     |  |
| 1923  | Pietro Linari       | Pier Bestetti       | Federico Gay          |  |
| 1924  | Nello Ciaccheri     | Emilio Petiva       | Alfredo Dinale        |  |
| 1925  | Gaetano Belloni     | Alfredo Binda       | Giovanni Brunero      |  |
| 1926  | Alfredo Binda       | Giovanni Brunero    | Alfonso Piccin        |  |
| 1927  | Domenico Piemontesi | Ermanno Vallazza    | Battista Giuntelli    |  |
| 1928  | Costante Girardengo | Alfredo Binda       | Pietro Fossati        |  |
| 1929  | Felice Gremo        | Adriano Zanaga      | Allegro Grandi        |  |
| 1930  | Aimone Altissimo    | Aldo Canazza        | Armando Zucchini      |  |
| 1931  | Bruno Catellani     | Giuseppe Olmo       | Alfredo Bovet         |  |
| 1932  | Mario Cipriani      | Giovanni Firpo      | Vasco Bergamaschi     |  |
| 1933  | Bernardo Rogora     | Nino Sella          | Renato Scorticati     |  |
| 1934  | Learco Guerra       | Nino Borsari        | Bernardo Rogora       |  |
| 1935  | Learco Guerra       | Giuseppe Olmo       | Renato Scorticati     |  |
| 1936  | Aldo Bini           | Giuseppe Olmo       | Tolmino Gios          |  |
| 1937  | Aldo Bini           | Glauco Servadei     | Olimpio Bizzi         |  |
| 1938  | Aldo Bini           | Glauco Servadei     | Pietro Rimoldi        |  |
| 1939  | Marco Cimatti       | Gino Bisio          | Adolfo Leoni          |  |
| 1940  | Vasco Bergamaschi   | Pietro Chiappini    | Hans Martin           |  |
| 1941  | Gino Bisio          | Primo Zuccotti      | Osvaldo Bailo         |  |
| 1942  | Diego Marabelli     | Mario De Benedetti  | Glauco Servadei       |  |
| 1947  | Oreste Conte        | Alfredo Martini     | Egidio Marangoni      |  |
| 1948  | Alberto Ghirardi    | Vito Ortelli        | Antonio Bevilacqua    |  |
| 1949  | Guido De Santi      | Daniel Orts         | Luciano Maggini       |  |
| 1950  | Pasquale Fornara    | Luciano Maggini     | Alfredo Martini       |  |
| 1951  | Giorgio Albani      | Giovanni Pinarello  | Giuseppe Doni         |  |
| 1953  | Andrea Barro        | Arnaldo Faccioli    | Tranquillo Scudellaro |  |
| 1954  | Fiorenzo Magni      | Bruno Monti         | Giorgio Albani        |  |
| 1955  | Fiorenzo Magni      | Fausto Coppi        | Germain Derijcke      |  |